# Pall Mall (London)

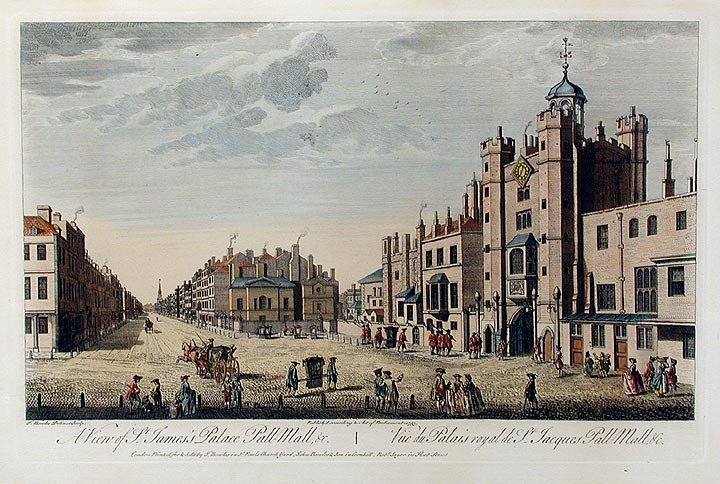
Ansicht St James’s Palace, Pall Mall etc von Thomas Bowles, veröffentlicht 1763. Blick nach Osten. Das Wachhaus des St James’s Palace liegt zur Rechten.

Pall Mall [pæl mæl] ist eine Straße in der City of Westminster in London. Sie verläuft parallel zur Prachtstraße The Mall von der St. James’s Street über den Waterloo Place zum Haymarket; die Pall Mall East führt weiter bis zum Trafalgar Square. Pall Mall ist eine wichtige Durchgangsstraße im Londoner Viertel St James's. Die nächstgelegenen Stationen der Londoner U-Bahn sind Charing Cross und Green Park.
Der Straßenname leitet sich ab vom croquetähnlichen Spiel Paille-Maille, das dort im 17. Jahrhundert praktiziert wurde.
Bekannt ist Pall Mall als Heimat zahlreicher Gentlemen’s Clubs, die dort im 19. und frühen 20. Jahrhundert gebaut wurden; dazu zählen der Athenaeum Club, der Travellers Club, der Army and Navy Club, der Reform Club, der United Services Club (heute Sitz eines Manager-Verbandes), der Oxford and Cambridge Club sowie der Royal Automobile Club.

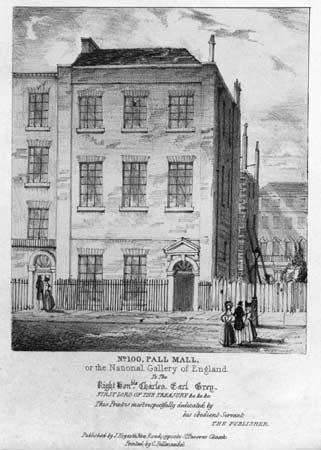
100 Pall Mall, ehemaliger Ort der National Gallery zwischen 1824 und 1834

Pall Mall war zeitweise auch das Zentrum der Londoner Kunstszene; 1814 befanden sich dort die Royal Academy, die National Gallery (London) und Christie’s Auktionshaus, doch keine dieser Einrichtungen blieb dort lange.
Nahezu alle Grundstücke auf der südlichen Seite der Pall Mall gehören seit Jahrhunderten der Krone. St James’s Palace liegt an der südlichen Seite der Straße an ihrem westlichen Ende. Marlborough House, einst königliche Residenz, schließt östlich an den Palast an. Das Carlton House des Prinzregenten stand einst am östlichen Ende der Straße. Pall Mall war auch einst Ort des War Office, für das Pall Mall synonym stand (so wie Whitehall stellvertretend für das Verwaltungszentrum der britischen Regierung steht). Das War Office befand sich in einem Gebäudekomplex beim Cumberland House, welches Matthew Brettingham und Robert Adam entworfen hatten.

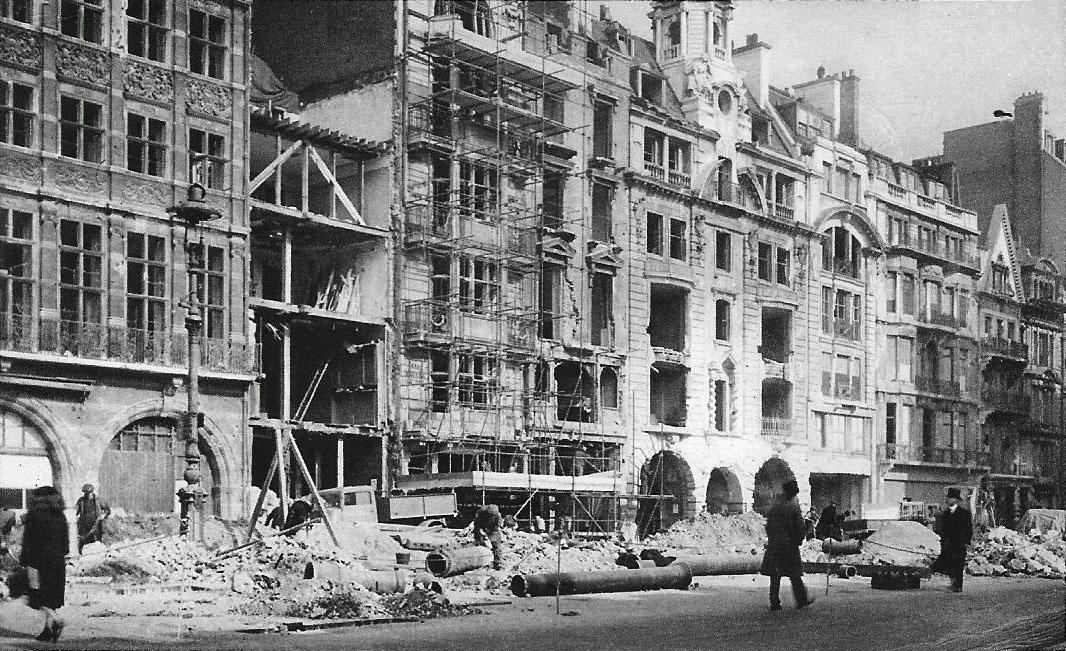
Pall Mall mit Wiederherstellungsarbeiten infolge eines deutschen Luftangriffs im Februar 1944

Es gab mindestens zwei weitere architektonisch bedeutende herzögliche Residenzen an dieser Straße, das Schomberg House und das Buckingham House, die Londoner Residenz der Herzöge von Buckingham und Chandos, die Sir John Soane für sie entworfen hatte (nicht zu verwechseln mit jenem Buckingham House, das zum Buckingham Palace wurde).
Die ehemalige Filiale der Midland Bank an der Pall Mall hat Sir Edwin Lutyens entworfen.
Diese Straße ist auch Namensgeberin der Zigarettenmarke Pall Mall.
Im Februar 1944 wurden Teile der Straße bei einem deutschen Luftangriff im Rahmen des Unternehmens Steinbock schwer getroffen.